# Neosadocus
Genre
Synonymes
- Mitoperna Roewer, 1931
- Bunoweyhia Mello-Leitão, 1935
- Ilhania Mello-Leitão, 1936
- Polybunos Piza, 1943

Neosadocus est un genre d'opilions laniatores de la famille des Gonyleptidae.

## Distribution
Les espèces de ce genre sont endémiques du Brésil.

## Liste des espèces
Selon World Catalogue of Opiliones (24/08/2021) :
- Neosadocus bufo (Mello-Leitão, 1923)
- Neosadocus maximus (Giltay, 1928)
- Neosadocus misandrus (Mello-Leitão, 1934)
- Neosadocus robustus (Mello-Leitão, 1936)

## Publication originale
- Mello-Leitão, 1926 : « Notas sobre Opiliones Laniatores sul-americanos. » Revista do Museu Paulista, vol. 14, p. 327–383.